# ジャンマルコ・カンジャーノ
ジャンマルコ・カンジャーノ（Gianmarco Cangiano, 2001年11月16日 - ）は、イタリアのプロサッカー選手。デルフィーノ・ペスカーラ1936所属。ポジションはフォワード、ミッドフィールダー。

## 経歴

### 幼少期
カンパニア州ナポリに生まれ、シチリアのラグーザの下部組織でサッカーを始めた後、ブルーノ・コンティに見出されて、2010年にローマの下部組織へと移った。

### クラブ
2019年7月、5年契約でボローニャに加わった。移籍金は1,500,000ユーロ（プラス出来高払い）で、カンジャーノがボローニャから移籍する際はその移籍金の30%をローマが受け取ると報じられている。
2020年6月22日、セリエA第27節のユヴェントス戦でニコラ・サンソーネとの交代で途中出場し、プロデビュー。
2020年9月23日、セリエBのアスコリに期限つき移籍。3日後、アウェイのブレシア戦に先発し、移籍後初出場。2021年1月4日、リーグ第17節のレッジーナ戦でプロ初ゴールを記録した。
2022年1月29日、6月末までの期限つきでクロトーネに移籍。
同年7月15日、バーリに期限つき移籍。しかしバーリでレギュラー定着には至らず、シーズン途中の2023年1月11日にボローニャに呼び戻されると、今度はエールディヴィジのフォルトゥナ・シッタートへ期限つき移籍（延長、買い取りオプションあり）することとなった。
8月10日、セリエCのデルフィーノ・ペスカーラにローン移籍。

### 代表
2018年以降、イタリアの世代別代表に選出され、UEFA U-19欧州選手権予選やU-20エリートリーグなどを戦った。

## 個人成績
| 国内大会個人成績 | 国内大会個人成績         | 国内大会個人成績 | 国内大会個人成績 | 国内大会個人成績 | 国内大会個人成績 | 国内大会個人成績 | 国内大会個人成績 | 国内大会個人成績 | 国内大会個人成績 | 国内大会個人成績 | 国内大会個人成績 |
| 年度             | クラブ                   | 背番号           | リーグ           | リーグ戦         | リーグ戦         | リーグ杯         | リーグ杯         | オープン杯       | オープン杯       | 期間通算         | 期間通算         |
| 年度             | クラブ                   | 背番号           | リーグ           | 出場             | 得点             | 出場             | 得点             | 出場             | 得点             | 出場             | 得点             |
| イタリア         | イタリア                 | イタリア         | イタリア         | リーグ戦         | リーグ戦         | イタリア杯       | イタリア杯       | オープン杯       | オープン杯       | 期間通算         | 期間通算         |
| ---------------- | ------------------------ | ---------------- | ---------------- | ---------------- | ---------------- | ---------------- | ---------------- | ---------------- | ---------------- | ---------------- | ---------------- |
| 2019-20          | ボローニャ               | 29               | セリエA          | 3                | 0                | 0                | 0                | -                | -                | 3                | 0                |
| 2020-21          | アスコリ                 | 10               | セリエB          | 25               | 1                | 1                | 0                | -                | -                | 26               | 1                |
| 2021-22          | クロトーネ               | 74               | セリエB          | 7                | 0                | 0                | 0                | -                | -                | 7                | 0                |
| 2022-23          | バーリ                   | 74               | セリエB          | 6                | 0                | 2                | 0                | -                | -                | 8                | 0                |
| オランダ         | オランダ                 | オランダ         | オランダ         | リーグ戦         | リーグ戦         | リーグ杯         | リーグ杯         | KNVBカップ       | KNVBカップ       | 期間通算         | 期間通算         |
| 2022-23          | フォルトゥナ・シッタート | 74               | エールディヴィジ | 5                | 0                | -                | -                | -                | -                | 5                | 0                |
| イタリア         | イタリア                 | イタリア         | イタリア         | リーグ戦         | リーグ戦         | イタリア杯       | イタリア杯       | オープン杯       | オープン杯       | 期間通算         | 期間通算         |
| 2023-24          | ペスカーラ               | 32               | セリエC          |                  |                  |                  |                  | -                | -                |                  |                  |
| 通算             | イタリア                 | イタリア         | セリエA          | 3                | 0                | 0                | 0                | -                | -                | 3                | 0                |
| 通算             | イタリア                 | イタリア         | セリエB          | 38               | 1                | 3                | 0                | -                | -                | 41               | 1                |
| 通算             | イタリア                 | イタリア         | セリエC          |                  |                  |                  |                  | -                | -                |                  |                  |
| 通算             | オランダ                 | オランダ         | エールディヴィジ | 5                | 0                | -                | -                | 0                | 0                | 5                | 0                |
| 総通算           | 総通算                   | 総通算           | 総通算           | 46               | 1                | 3                | 0                | 0                | 0                | 49               | 1                |